# Château de Płock
Le château des ducs de Mazovie à Płock est un château gothique construit sous le règne de Casimir III le Grand, devenant un fief des ducs de Mazovie jusqu'au XVe siècle. Le château est situé dans la capitale princière de Płock, dans la voïvodie de Mazovie en Pologne.

## Histoire
Le château est situé sur une colline vistulienne escarpée, probablement depuis le XIe siècle, une forteresse en bois - défendue par des murs et des digues, où au milieu se trouvait une petite forteresse en pierre. Au tournant des XIe et XIIe siècles, lorsque l'une des plus grandes forteresses de Mazovie se trouvait déjà à flanc de colline, une chapelle et des locaux d'habitation défendus par des murs furent construits en 1194.
A la fin du XIIIe siècle, le surélévation du château avait commencé, lorsque la place forte fut fortifiée, et prit sa forme actuelle sous le règne de Casimir III le Grand. L'agrandissement du château s'est fait sur le flanc de la colline de l'ancienne place forte, qui a été reconstruite en briques et agrandie, la place forte a également été surélevée de deux tours. Le château a été construit dans un complexe de forme carrée. Au sud-ouest du complexe, la tour Szlachecka a été surélevée - avec une base et une moitié inférieure carrées ; et une moitié supérieure octogonale. Dans la partie nord du château, à côté d'un édifice roman, se trouve une tour de l'horloge. La cour du château est fermée par les ailes nord-ouest, est et sud. Le château est fortifié par un double encerclement de murs défensifs - sécurisant la forteresse et Płock, se trouvant juste à l'extérieur des murs du château.
Le château fut la résidence des ducs de Mazovie jusqu'au XVe siècle. En raison d'un glissement partiel du flanc de la colline, en 1532, le château fut endommagé et reconstruit. En 1538, les ducs de Mazovie résidaient dans le palais nouvellement construit, hors des murs du château, ce qui permettait de céder l'ensemble du château aux Bénédictins. Pendant les guerres contre les Suédois, le château fut gravement endommagé, d'abord en 1657, puis en 1705. Après la reconstruction du château, le complexe du château devint une abbaye bénédictine de style architectural baroque, qui exista jusqu'en 1781. Lorsqu'après les partages de la Pologne, la Prusse reprit le château, les autorités ordonnèrent la déconstruction de certains murs défensifs. À partir de 1865, le château accueille des séminaires spirituels.
Après la Seconde Guerre mondiale, le château a été rénové et depuis 1973, le château abrite un musée.

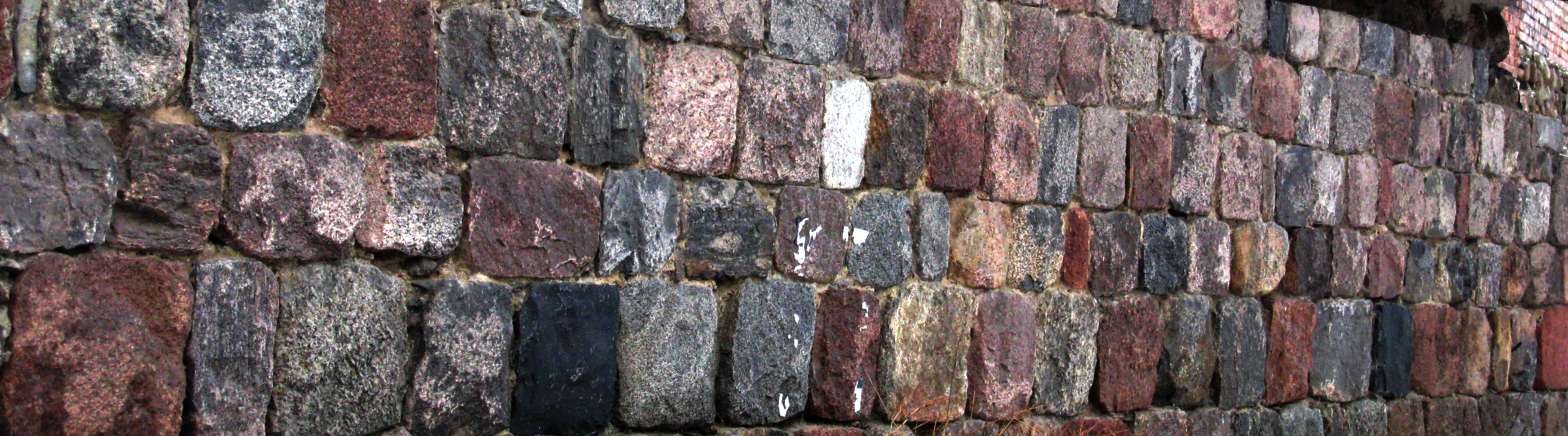
Mur roman en pierre du XIIe ou XIIIe siècle sous la tour de l'Horloge.
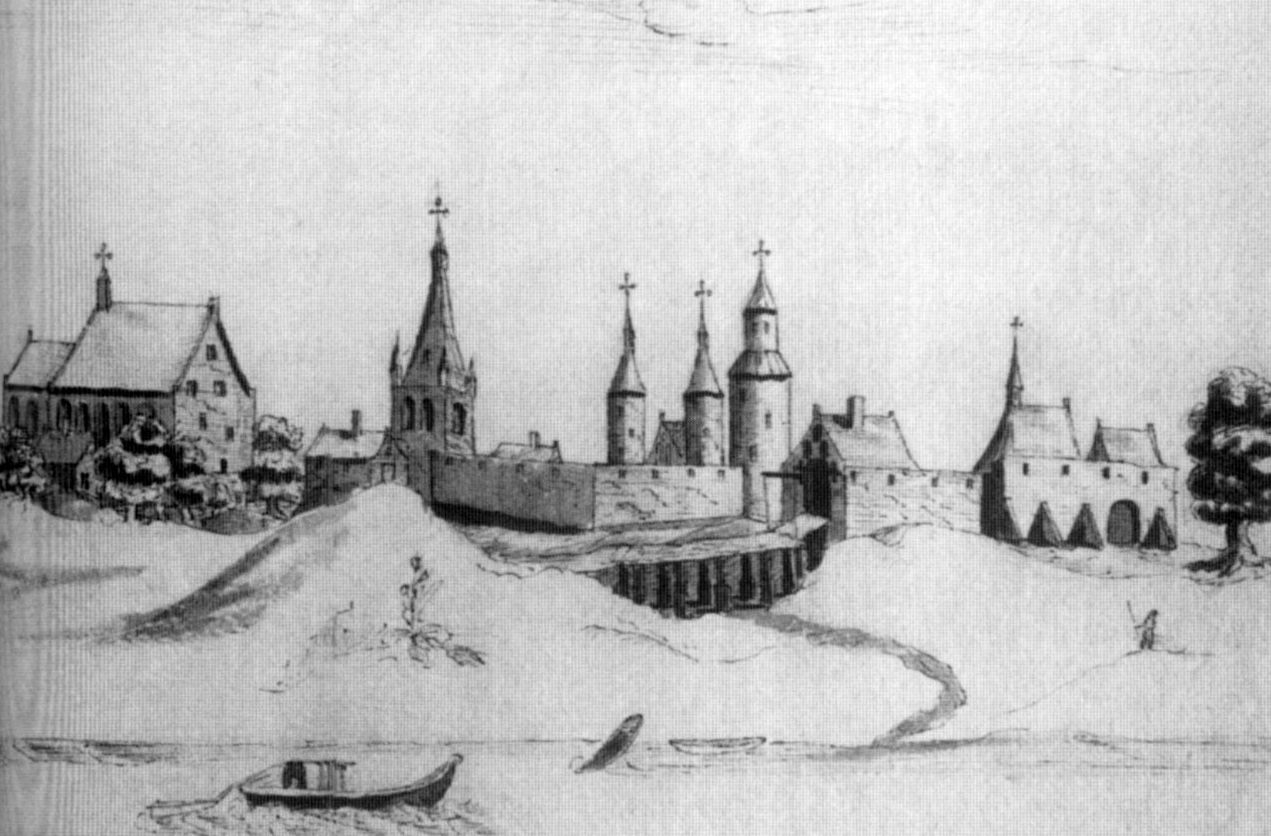
Le château de Płock en 1627, selon Abraham Boot.
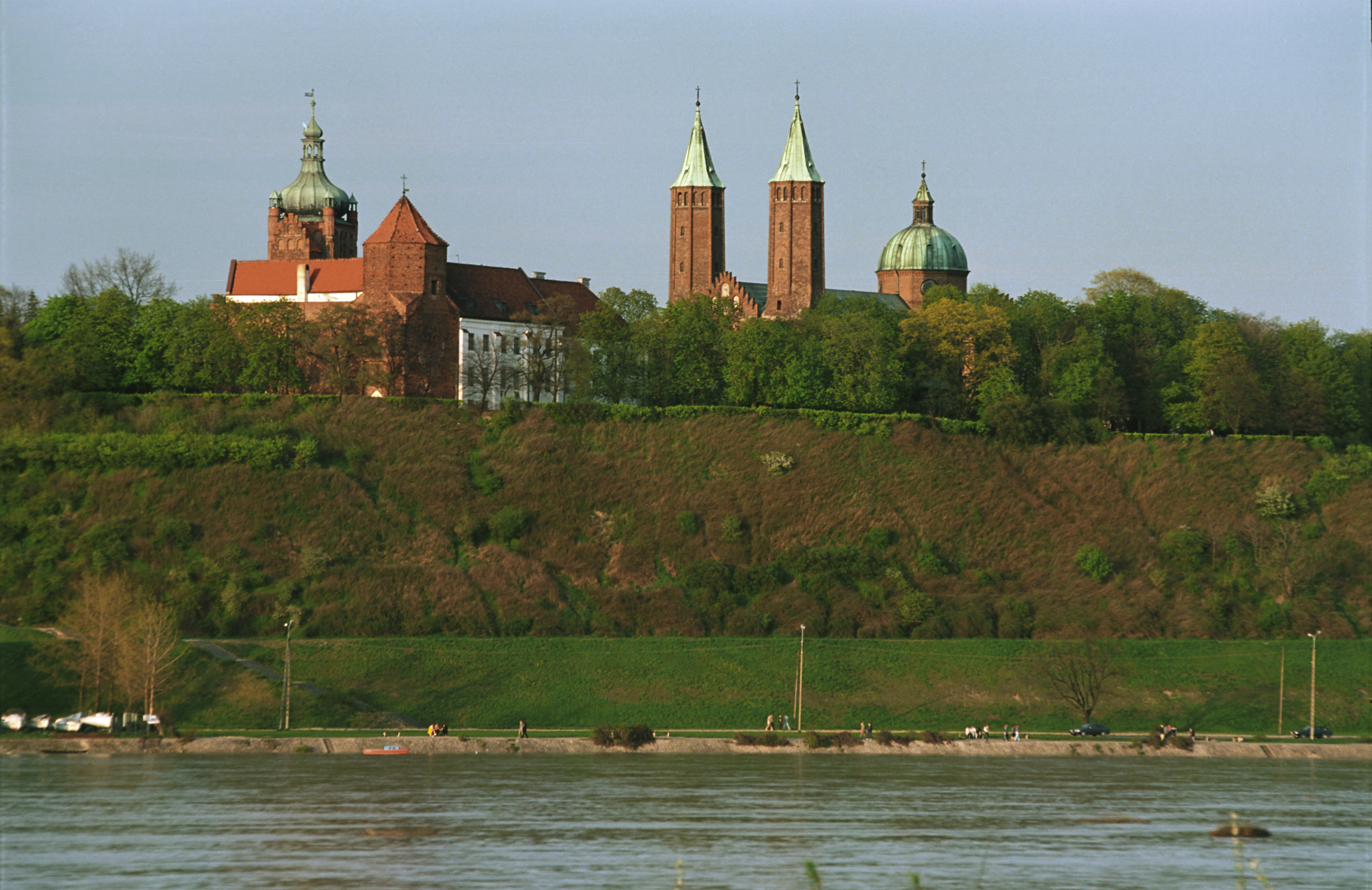
Colline Tumskie avec la cathédrale.
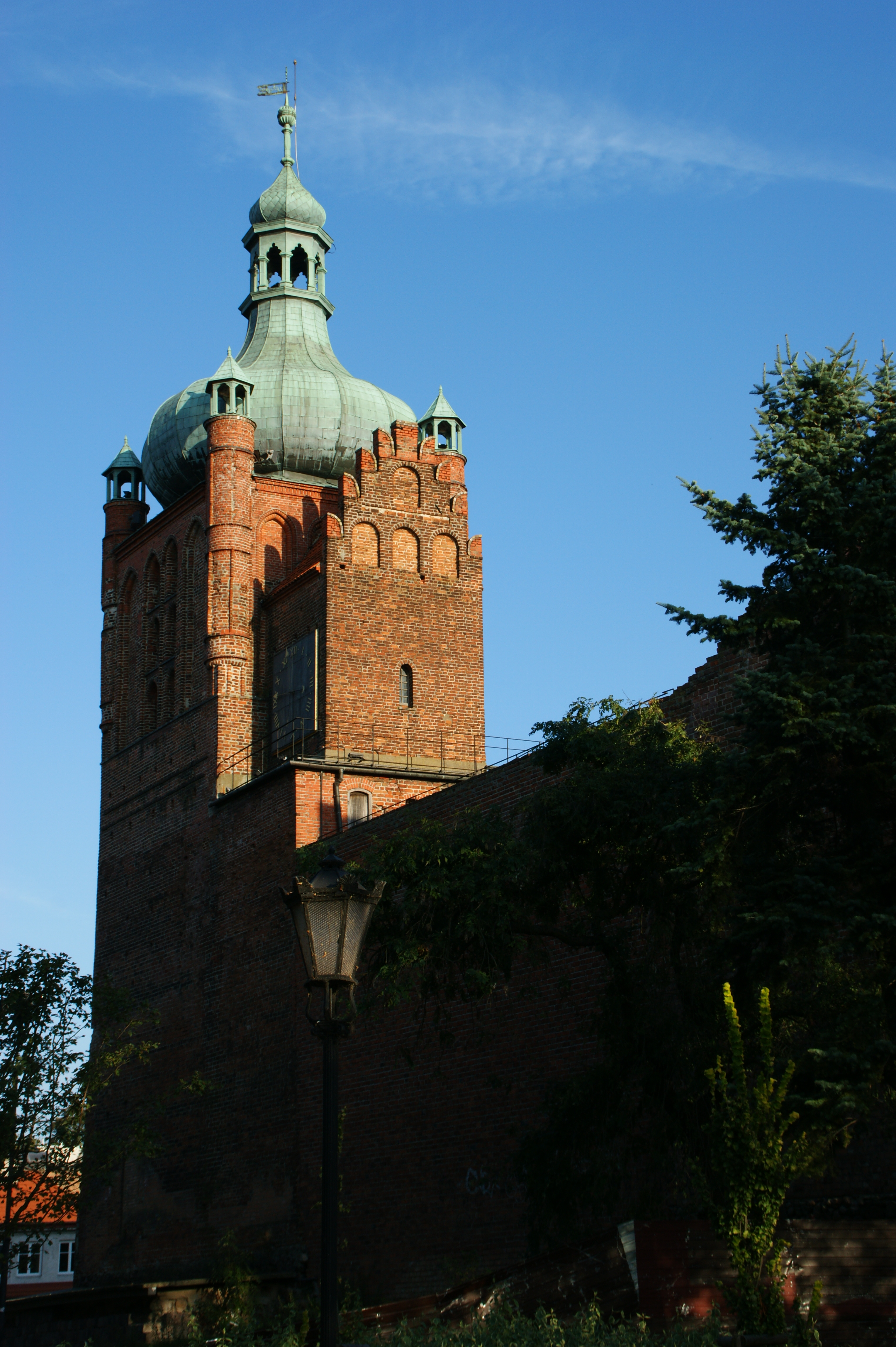
La tour de l'horloge.
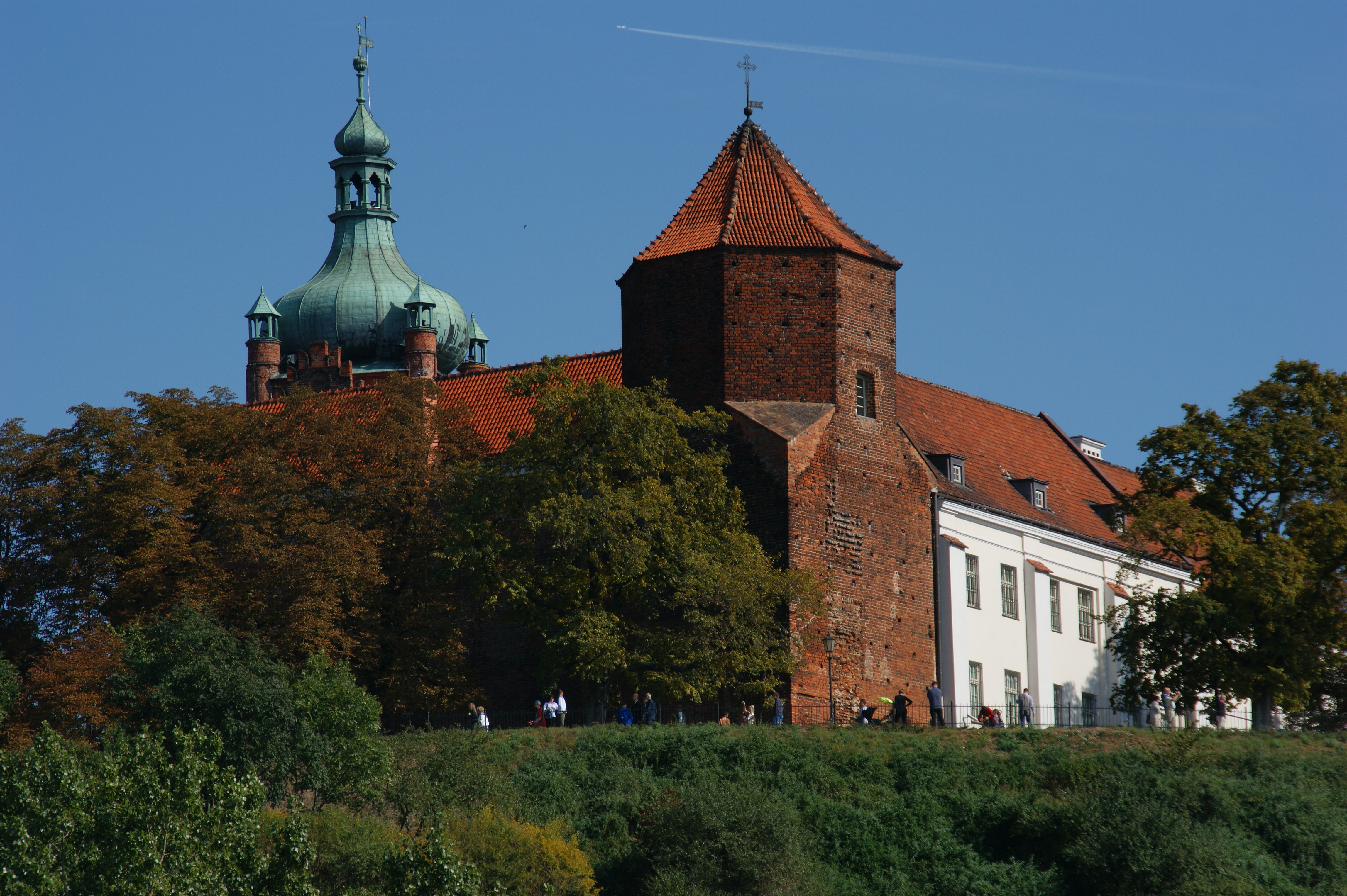
Tour Szlachecka.
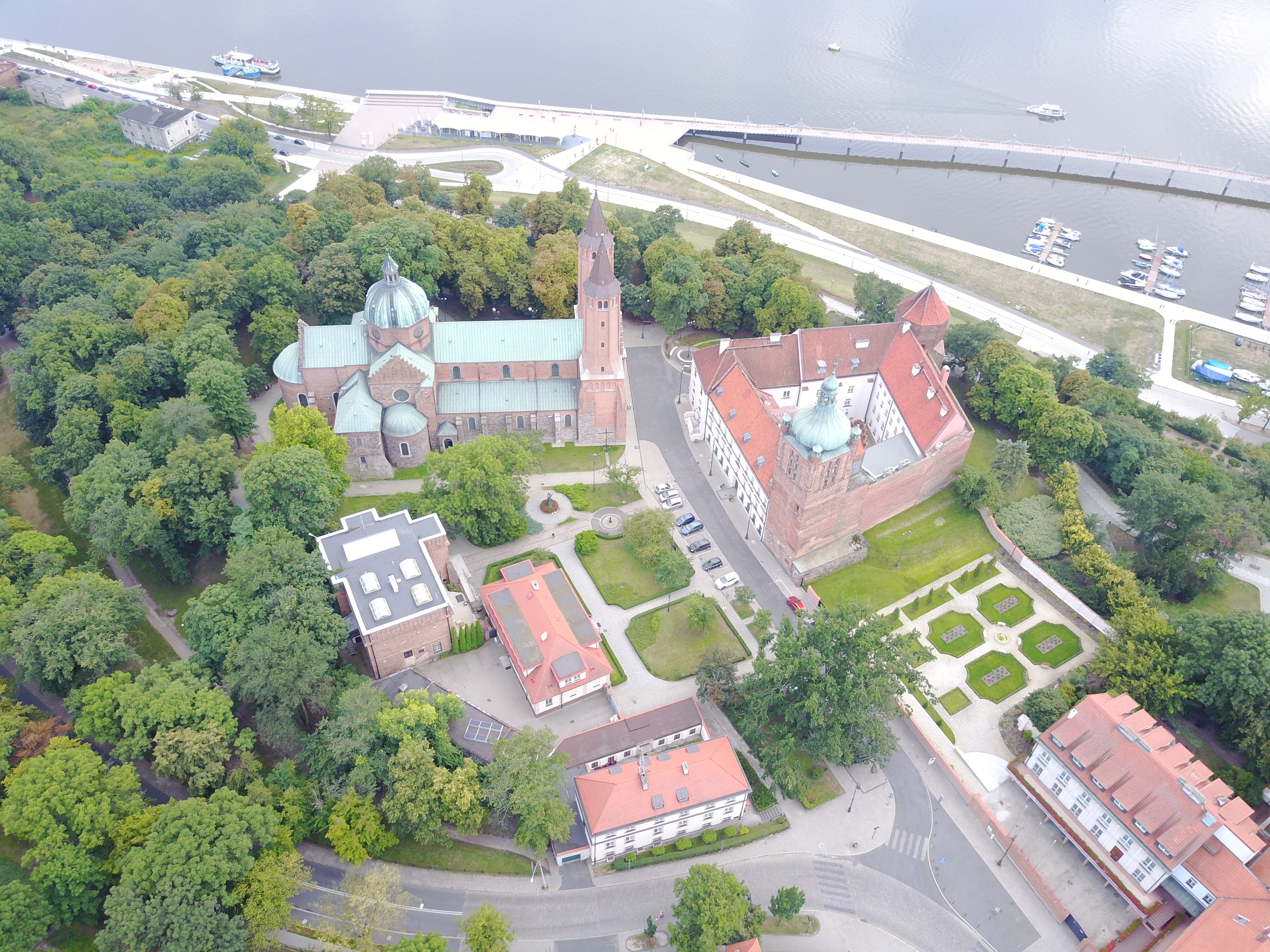
Colline Tumskie.